# Pierre-la-Treiche
 Pierre-la-Treiche  es una población y comuna francesa, en la región de Lorena, departamento de Meurthe y Mosela, en el distrito de Toul y cantón de Toul-Sud.

## Demografía
| 426 | 393 | 359 | 603 | 674 | 607 |
| Para los censos de 1962 a 1999 la población legal corresponde a la población sin duplicidades (Fuente: INSEE [Consultar]) |     |     |     |     |     |